# Dollerupholz
Dollerupholz (dänisch Dollerupskov) ist ein Ortsteil von Westerholz in Schleswig-Holstein.
Der Name Dollerupholz erklärt sich aus dem Waldbesitz der Bauern aus Dollerup. Die erste urkundliche Erwähnung stammt aus dem Jahr 1607. 1750 hatte Dollerupholz bereits eine eigene Schule, die 1801 nach Osterholz verlegt wurde.
Dollerupholz gehörte zunächst zum Kirchspiel Grundhof. Mit der preußischen Verwaltungsreform im Jahr 1867 wurde Dollerupholz eine eigenständige Gemeinde; diesen Status verlor Dollerupholz mit der Verwaltungsreform am 1. Januar 1970: Sie wurde zu Westerholz eingemeindet. 
Im Gemeindeverzeichnis von 1900 wird Dollerupholz mit 213 Einwohnern registriert. Zu Beginn des 20. Jahrhunderts blieb die Einwohnerzahl in der Größenordnung von 200.
Dollerupholz wird des Weiteren in der Sage vom krähenden Hahn der Stadt Flensburg erwähnt.

## Söhne und Töchter
- Lars Hansen (1788–1876), Lehrer und Botaniker
- Rüdiger Lucassen (* 1951), deutscher Politiker (AfD)

Koordinaten: 54° 48′ N, 9° 42′ O